# Gartow (kommunfritt område)
Gartow är ett kommunfritt område och ort i Landkreis Lüchow-Dannenberg i förbundslandet Niedersachsen i Tyskland. 